# دانييلي كونتي
دانييلي كونتي (بالإيطالية: Daniele Conti)‏ (مواليد 9 يناير 1979 في نيتونو - إيطاليا) لاعب كرة قدم إيطالي يلعب حاليا لصالح نادي الدرجة الأولى كالياري الإيطالي منذ 1999 في مركز الوسط المحوري .

## هوامش
- دانييلي هو ابن اللاعب برونو كونتي وشقيق اللاعب أندريا كونتي .

## روابط خارجية
- دانييلي كونتي على موقع قاعدة بيانات كرة القدم.إي يو (الإنجليزية)
- دانييلي كونتي على موقع Soccerway.com (الإنجليزية)
- دانييلي كونتي على موقع عالم كرة القدم.نت (الإنجليزية)
- دانييلي كونتي على موقع كووورة
- دانييلي كونتي على موقع AS.com (الإسبانية)